# Przesmyk Koryncki

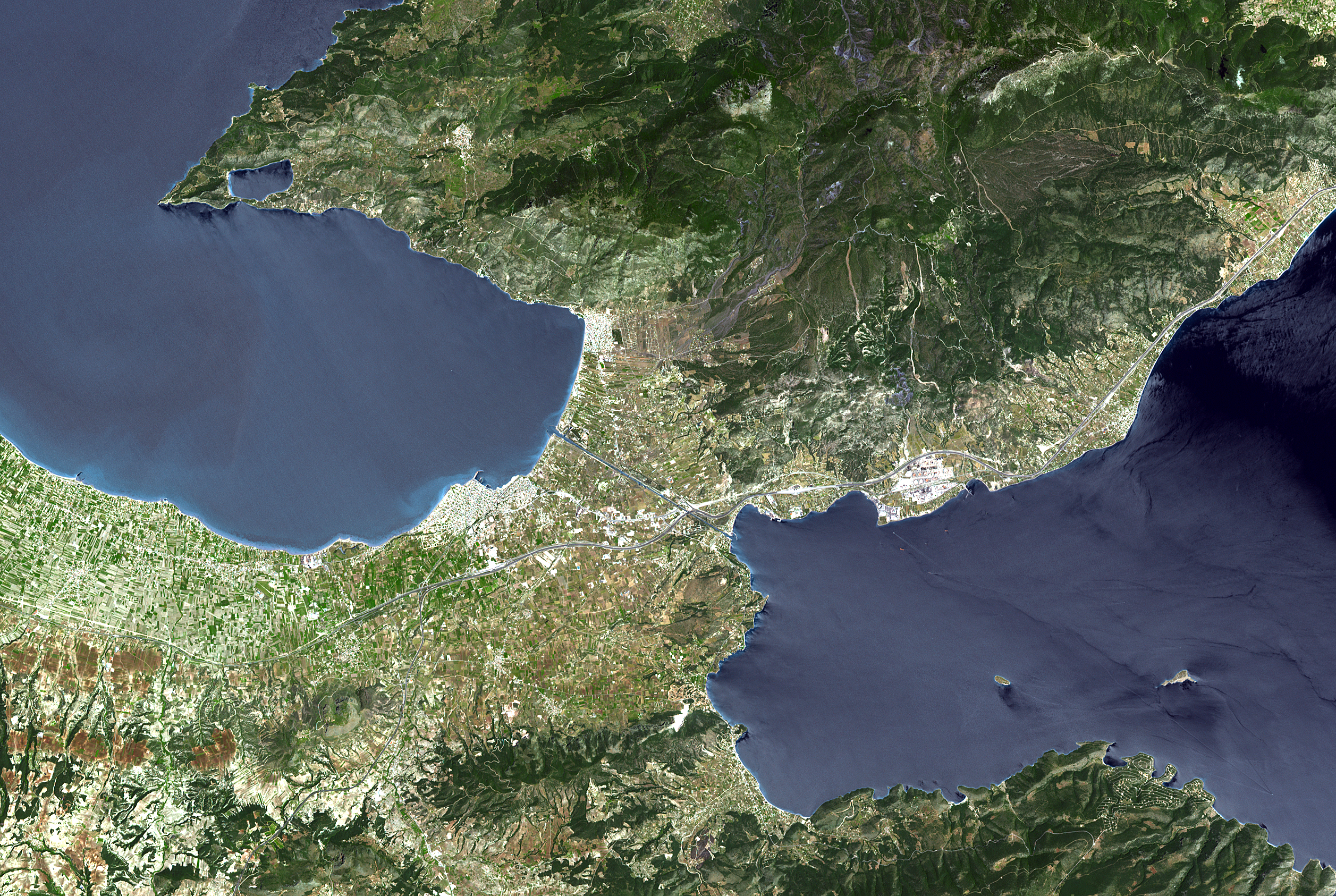
Zdjęcie satelitarne Przesmyku Korynckiego

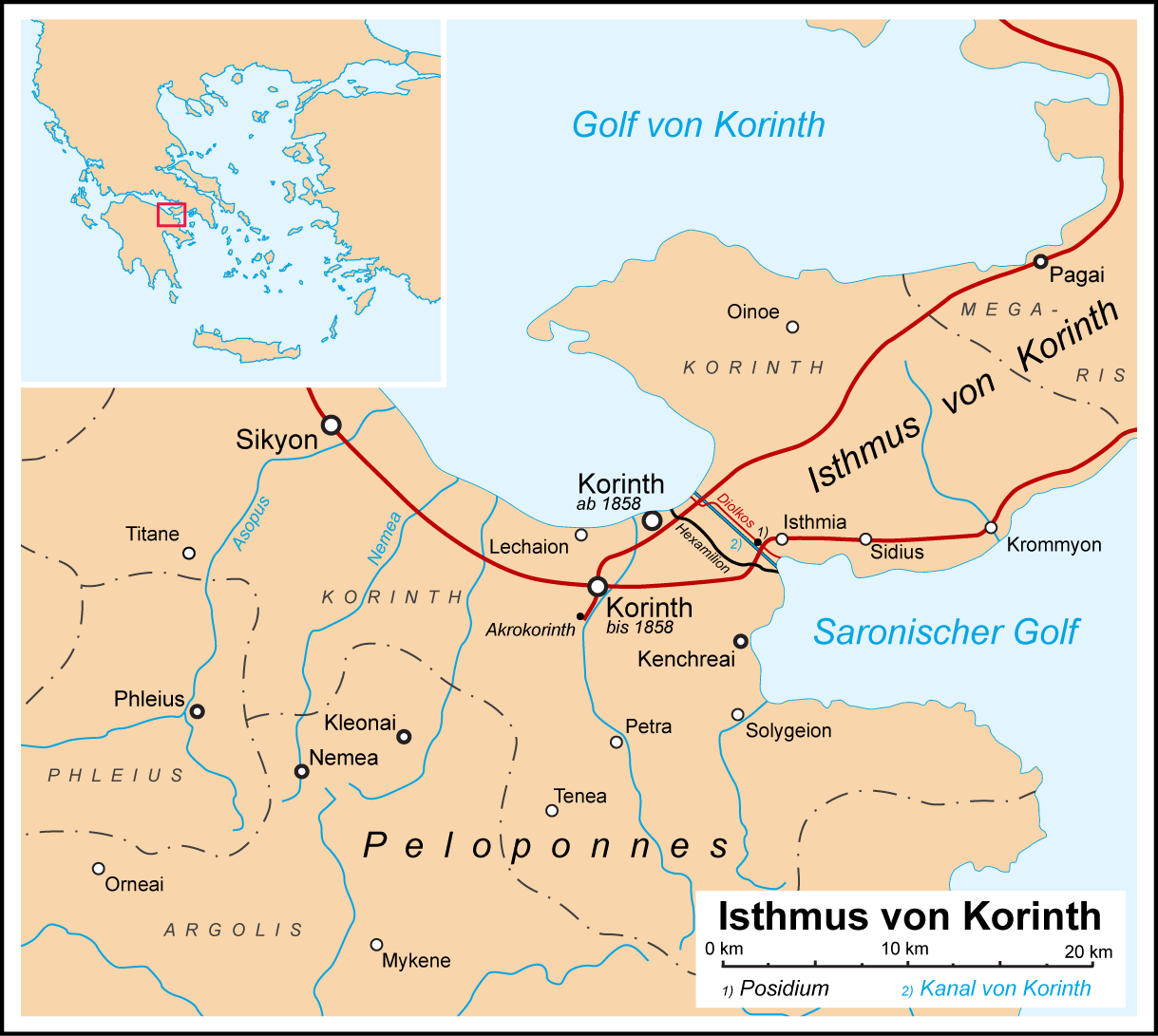
Mapa przesmyku

Przesmyk Koryncki (Istm) – przesmyk łączący półwysep Peloponez z główną częścią Grecji, niedaleko miasta Korynt. Na zachodzie oblewa go Zatoka Koryncka (Morze Jońskie), a od wschodu Zatoka Sarońska (Morze Egejskie).

## Historia

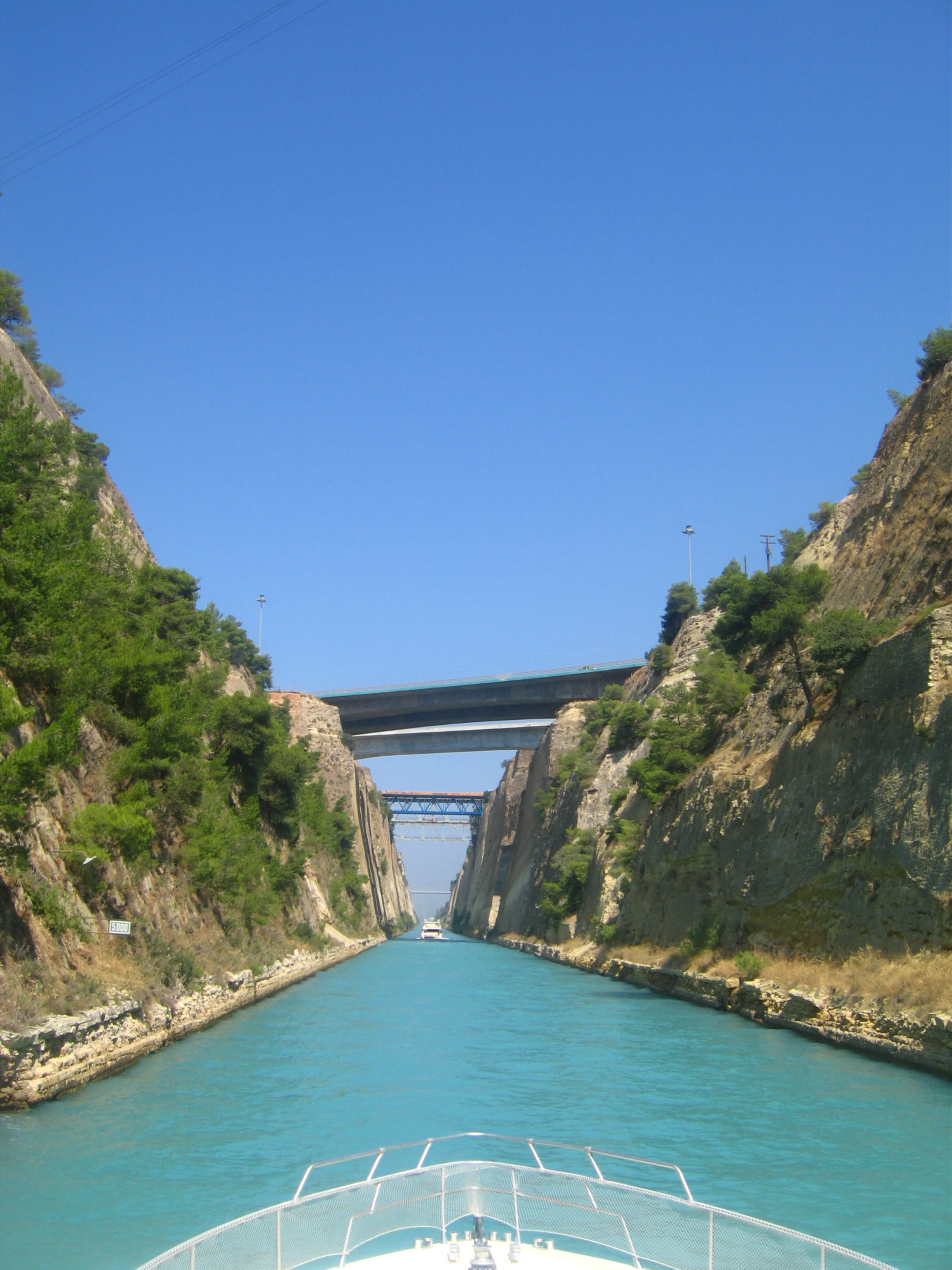
Przeprawa przez Kanał Koryncki

Już w czasach antycznych greccy tyrani miasta Korynt rozważali przekopanie przez przesmyk kanału. Jeden z nich, Periander, zbudował rampę, po której przeciągane były statki płynące z Morza Egejskiego do Zatoki Korynckiej i na odwrót (Diolkos). Pobierane opłaty pozwoliły na zniesienie podatków w Koryncie. W budowie kanału mieli swój udział m.in. Demetriusz, Juliusz Cezar i  Kaligula. Neron rozpoczął przekopywanie przesmyku. Wykorzystał w tym celu 6 tysięcy niewolników, kopiących z pomocą szpadli. Wykopano tak, według Pliniusza, jedynie 5/8 km. Tytaniczne przedsięwzięcie zostało zaniechane przez jego następcę Galbę jako zbyt kosztowne. Przedsięwzięcie ukończyli dopiero budowniczowie w XIX wieku, odtwarzających założenia starożytnych poprzedników.
Od 1893 przesmyk przecina Kanał Koryncki o długości 6,3 km. Sprawił on, że Peloponez praktycznie stał się wyspą.